# کوتسورا
کوتسورا (به صربی: Kucura) یک منطقهٔ مسکونی در صربستان است که در ورباس، صربستان واقع شده‌است. کوتسورا ۴٬۶۶۳ نفر جمعیت دارد.